# Татарки (Смоленская область)
Татарки — деревня в Вяземском районе Смоленской области России. Входит в состав Кайдаковского сельского поселения. Население — 10 жителей (2007 год). 
Расположена в восточной части области в 13 км к юго-востоку от Вязьмы, в 2 км восточнее автодороги Р132 Вязьма — Калуга — Тула — Рязань, на берегу реки Лосьминка. В 4,5 км юго-западнее деревни расположена железнодорожная станция Лосьмино на линии Вязьма — Занозная. 

## История
В годы Великой Отечественной войны деревня была оккупирована гитлеровскими войсками в октябре 1941 года, освобождена в марте 1943 года.